# Tyngdlyftning vid olympiska sommarspelen 1904
Vid olympiska sommarspelen 1904 i St. Louis avgjordes två grenar i tyngdlyftning. Antalet deltagare var fem stycken från två länder.

## Medaljfördelning
| Medaljfördelning |          |      |        |       |        |
| Placering        | Nation   | Guld | Silver | Brons | Totalt |
| 1                | USA      | 1    | 2      | 2     | 5      |
| 2                | Grekland | 1    | 0      | 0     | 1      |

## Medaljörer

### Herrar
| Gren                    | Guld                         | Silver                  | Brons              |
| Tvåarmslyft Detaljer... | Perikles Kakousis · Grekland | Oscar Osthoff · USA     | Frank Kugler · USA |
| All-around Detaljer...  | Oscar Osthoff · USA          | Frederick Winters · USA | Frank Kugler · USA |

## Deltagande nationer
Totalt deltog fem tynglyftare från två länder vid de olympiska spelen 1904 i St. Louis.
| - Grekland (1) - USA (4) |